# Jeanne Tripier
Jeanne Tripier (París, 1869-1944) fue una médium francesa creadora de textos, dibujos y bordados realizados bajo una influencia espiritista. Es considerada parte del movimiento del Art Brut, como una de sus precursoras.

## Biografía
Jeanne Tripier nació en 1869 en París. Hija de un comerciante de vinos, pasó su niñez en el campo con su abuela. Ya de mayor vivió en el distrito de Montmartre, en París, trabajando como vendedora en unos grandes almacenes. A los 58 años desarrolló una pasión por las creencias espiritistas y por la adivinación. Estas actividades se convirtieron en centrales en su vida, hasta el punto de empujarla a dejar el trabajo. 
Hacia los 50 años, Jeanne Tripier empezó a producir obra mezclando imágenes y texto. Sus creaciones surgían durante los estados de trance y empleaba materiales tales como azúcar o tinte de cabello. Resultado de esa creación convulsa y sin patrones formales, movida por la intuición, su obra cuenta con una alta expresividad. También producía obras elaboradas con bordados figurativos. Atribuía la responsabilidad de la producción de los textos, dibujos y bordados a seres espirituales.
En 1934, a los 65 años, fue ingresada por su hermano Alphonse, con quien no se hablaba, en el hospital psiquiátrico La Maison Blanche en Neuilly-sur-Marne, cerca de París, donde estuvo internada hasta su fallecimiento en 1944. Fue diagnosticada de psicosis alucinatoria crónica, excitación psíquica, verborrea y megalomanía.

## Colecciones y exposiciones
La obra de Jeanne Tripier se conserva principalmente en la Colección del Arte Bruto de Lausana, Suiza. Se trata de una de las colecciones más reclamadas, por lo que sus obras han sido cedidas a otras instituciones para diferentes muestras en todo el mundo, incluida, en 2015, la exposición Art Brut in America: The Incursion of Jean Dubuffet en el American Folk Art Museum o la muestra Jeanne Tripier. Creación y delirio, comisariada por Aurora Herrera, y que se celebró en La Casa Encendida de Madrid entre 2018 y 2019.
Jean Dubuffet adquirió la obra de Tripier para su Colección de Art Brut y la expuso en muestras internacionales de París, Lausana y Nueva York.